# Mini Sky City
Mini Sky City (chinesisch 小天城) ist ein 57 Stockwerke hohes Gebäude in Changsha, der Hauptstadt der Provinz Hunan in der Volksrepublik China. Es wurde im Jahr 2015 innerhalb von 19 Tagen von der Broad Sustainable Building, einem Tochterunternehmen von Broad Group, errichtet. Dabei wurde ein modulares Fertigteilsystem verwendet.